# Séquenceur d'ADN
Pour les articles homonymes, voir Séquenceur.
 (décembre 2022).
Si vous disposez d'ouvrages ou d'articles de référence ou si vous connaissez des sites web de qualité traitant du thème abordé ici, merci de compléter l'article en donnant les références utiles à sa vérifiabilité et en les liant à la section « Notes et références ».
Un séquenceur d'ADN est un appareil conçu pour effectuer le séquençage de l'ADN de manière automatique. Un séquenceur détermine l'ordre des bases nucléiques d'un échantillon d'ADN et le présente, après traitement, sous forme d'une suite de lettres appelée read ou lecture où chaque lettre représente un nucléotide. En augmentant la productivité des agents humains, ces appareils rendent possibles les grands projets de séquençage tels ceux qui visent à déchiffrer des génomes entiers. Certains séquenceurs dont le fonctionnement s'appuie sur l'analyse des signaux lumineux émis par des fluorochromes fixés aux nucléotides peuvent être considérés comme des appareils optiques.
Le principe de la réaction de séquençage utilisée dans ces appareils est dérivé de celui de la méthode de Sanger. Il se fonde toujours sur l'utilisation de didésoxyribonucléotides (dd-NTP), mais optimisée par l'utilisation de marqueurs fluorescents à la place de marqueurs radioactifs.
Les séquenceurs les plus performants sont capables de lire jusqu'à 384 échantillons marqués à la fluorescence d'un coup (run) et réaliser jusqu'à 24 runs en une journée. Ces instruments n'effectuent que la séparation des brins et la lecture des pics ; les réactions de séquençage, la purification et la resuspension dans un tampon approprié doivent se faire séparément, le plus souvent à la main.
L'amplitude du signal de fluorescence est liée au nombre de brins d'ADN présents dans le mélange réactionnel. Si la quantité initiale d'ADN est petite, le signal sera faible. Cependant, les propriétés de la PCR permettent d'augmenter le signal en augmentant le nombre de cycles dans le programme de la PCR.

## Automatisation
Elle requiert l'emploi :

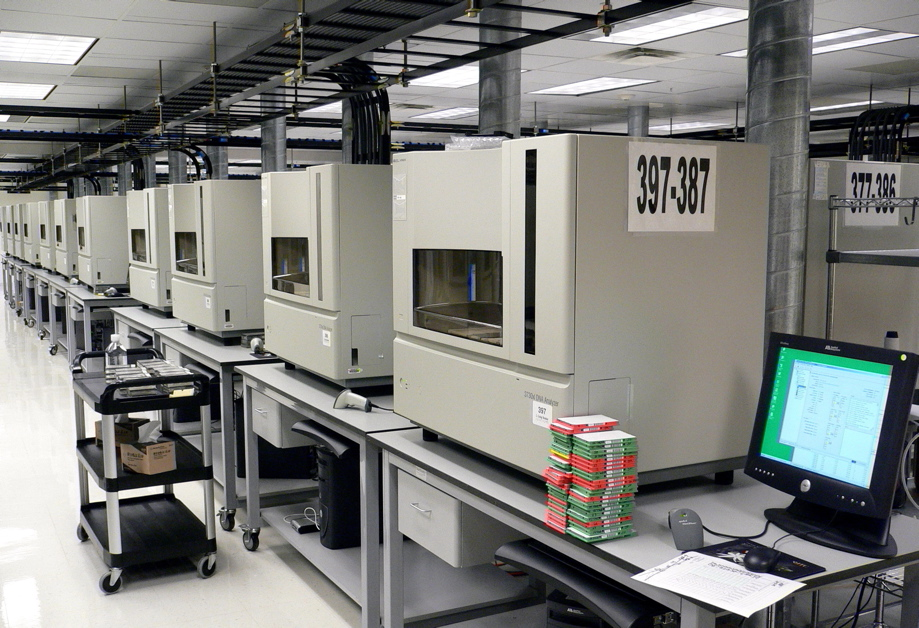
Plusieurs séquenceurs d'ADN

- d'un système d'électrophorèse piloté par ordinateur,
- de marqueurs fluorescents dont la lumière réfléchie après excitation par un laser est captée par une cellule CCD,
- d'une suite logicielle permettant l'analyse des signaux sortant de l'appareil et leur mise en forme (électrophorégramme et séquence),
- d'un robot passeur d'échantillon permettant d'enchaîner les échantillons les uns à la suite des autres (notamment passage de plaques de réaction à 96 puits (12×8)).

## Séquenceurs à plaques
On fait passer quatre réactions de séquençage (1 pour chaque type de nucléotide) sur 4 lignes différentes ou non.

## Séquenceurs capillaires
Un séquenceur de gène capillaire utilise des tubes capillaires de verre de seulement quelques microns de diamètre, sur plusieurs dizaines de centimètres de longueur (30 à 50 cm en général), pour réaliser la séparation des brins d'ADN durant l'électrophorèse.
Les quatre nucléotides passent dans le même tube capillaire. Il faut donc utiliser quatre marqueurs fluorescents différents pour caractériser les quatre nucléotides du brin d'ADN séquencé (adénine, guanine, thymine, cytosine). 

### Séquenceur monocapillaire
Muni d'un seul capillaire. Une seule migration électrophorétique a lieu à la fois.

### Séquenceur multicapillaire
Avec généralement un nombre de capillaires multiple de 2 (2, 4, 8, 16, 96…)
On multiplie ainsi le nombre de migrations simultanées, ce qui permet de passer un plus grand nombre d'échantillons dans le même laps de temps.

## Constructeurs

### Séquenceurs capillaires
- PerkinElmer
- Beckman Coulter
- Applied Biosystems

### Séquenceur haut débit
Depuis 2005 de nouvelles méthodes de séquençage massif ayant en commun le clonage et l'amplification moléculaire ont été développées. Ces méthodes permettent d’amplifier spécifiquement un fragment d’ADN isolé soit dans des microgouttes d’huiles (GS-FLX, Roche) soit par fixation sur lame (Solexa). Les étapes de clonage bactérien particulièrement longues sont ainsi évitées. Trois méthodes utilisent actuellement ce nouveau système :
- le GS Flex basé sur l'amplification de l'ADN lié spécifiquement à une bille en émulsion et le pyroséquençage (luminescence par libération de pyrophosphate)
- le Solexa basé sur l'amplification, l’accrochage-liaison sur puce et l'utilisation de terminateurs de chaîne réversibles marqués par des fluorochromes,
- le SOLiD basé sur l'amplification par émulsion et l'hybridation-ligature chimique.

Ces méthodes offrent de nouvelles perspectives dans de nombreux domaines tels que la génomique médicale (impact majeur dans le diagnostic, les traitements et la prévention des maladies génétiques) et la métagénomique (permettant une approche sans isolement des génomes environnementaux). Cependant, ces avancées posent de nouveaux problèmes dans la compilation, l'étude et la fiabilité des résultats. Il devient donc nécessaire de développer la bio-informatique et ainsi de créer une relation solide entre la théorie et l'expérimentation.

## Autres applications
- Polymorphisme de conformation des simples brins